# L'Homme de la Sierra
Pour les articles homonymes, voir Appaloosa (homonymie).
Pour plus de détails, voir Fiche technique et Distribution.
L'Homme de la Sierra (The Appaloosa) est un film américain réalisé par Sidney J. Furie en 1966 avec Marlon Brando.

## Synopsis
Matt Fletcher (Marlon Brando) souhaite se ranger et fonder un ranch. Arrivant dans une petite ville, il descend de cheval et va prier dans une église. Il est alors involontairement mêlé à une scène entre Trini (Anjanette Comer) et son "fiancé" Chuy Medina (John Saxon) : pendant que Chuy entre dans l'église afin d'affronter Matt, dénoncé à tort par Trini, celle-ci tente de voler le cheval de ce dernier pour fuir. Prévenu par ses pistoleros, Chuy improvise pour ne pas perdre la face et tente d'acheter le cheval ce que Matt refuse. Quelque temps après Chuy vole le cheval de Matt, ce dernier ivre ne peut s'y opposer et se fait humilier...
D'après le livre de 1963 de Robert MacLeod, le personnage-titre est un beau cheval (une race, l'Appaloosa) appartenant à Matt Fletcher (Marlon Brando), un chasseur de buffles américano-mexicain qui rentre chez lui, se faire voler son cheval par un puissant bandit, Chuy Medina (John Saxon) avec l'aide de la petite amie du bandit. Trini a été vendu à Chuy à l'âge de 15 ans, mais a été brutalisée et  rejetée.
Fletcher commence à traquer le bandit pour reprendre le cheval, mais trouve les choses plus compliquées que prévu quand il rencontre la petite amie du bandit. Fletcher est soumis à la torture et à l'humiliation par Chuy et ses sbires.
Une incursion plus tard dans le camp de Medina se traduit par un combat brutal de brassard dans un bar entre Fletcher et le bandido. Fletcher perd et est piqué sur le bras par un scorpion. Laissé pour mort, Fletcher est sauvé par Trini, qui méprise son « amant », Chuy, et préfère la compagnie de Fletcher. Elle lui apporte son aide d'un gentil vieux paysan, ce qui coûte plus tard la vie au vieil homme.
Au point culminant de la violence, Fletcher est forcé de choisir entre Trini et  Appaloosa. Fletcher, réalisant que Trini signifie plus pour lui que le cheval, envoie l'Appaloosa pour dessiner le feu de Chuy. Alors que le bandit se prépare à viser le cheval, la lumière du soleil brille sur son canon, révélant sa position. Fletcher ouvre le feu et le tue. Fletcher et Trini traversent ensuite la frontière avec l'Appaloosa pour commencer une nouvelle vie.

## Fiche technique
- Titre : L'Homme de la Sierra
- Titre original : The Appaloosa
- Réalisation : Sidney J. Furie
- Scénario : James Bridges et Roland Kibbee
- Production : Alan Miller
- Musique : Frank Skinner
- Photographie : Russell Metty
- Costumes : Helen Colvig (hommes) et Rosemary Odell (femmes)
- Montage : Ted J. Kent
- Pays d’origine : États-Unis
- Format : Couleur - 2,35:1 - Mono -
- Genre : western
- Durée : 98 minutes
- Date de sortie : 14 septembre 1966 (USA) ; 7 décembre 1966 (France)
- Affiche : Constantin Belinsky (France)

## Distribution
- Marlon Brando (VF : Georges Aminel) : Matt Fletcher
- Anjanette Comer (VF : Claude Chantal) : Trini
- John Saxon (VF : Serge Lhorca) : Chuy Medina
- Emilio Fernández (VF : Henry Djanik) : Lazaro
- Alex Montoya : Squint Eye
- Míriam Colón : Ana
- Rafael Campos (VF : Gérard Hernandez) : Paco
- Frank Silvera : Ramos
- Larry D. Mann (VF : Gérard Férat) : Prêtre

## Autour du film
L'homme de la Sierra est le premier film américain et le seul western de Sidney J. Furie, un réalisateur né au Canada qui, jusque là, avait essentiellement fait carrière en Angleterre.  Furie acquiert une certaine notoriété en 1964 grâce au film d'espionnage Ipcress, danger immédiat, ce qui lui ouvre les portes de Hollywood.
Le rôle principal est tenu par Marlon Brando.  Au moment du tournage, la carrière de Brando bat un peu de l'aile, ses films les plus récents (Les Révoltés du Bounty de Lewis Milestone, Les Séducteurs de Ralph Levy), ayant connu plus ou moins de succès.
On retrouve aussi au générique Emilio Fernández, acteur et cinéaste qui, à la fin des années 1940, avait réalisé quelques films qui ont contribué à faire connaitre le cinéma mexicain au niveau international, comme La Mal aimée (La Malquerida).  De son côté, le directeur de la photographie, Russell Metty, avait précédemment travaillé sur des classiques hollywoodiens comme La Soif du mal d'Orson Welles et Les Désaxés  de John Huston.
Pendant le tournage, la relation entre Furie et Marlon Brando est difficile et le film sera tièdement accueilli à sa sortie.

## Récompenses
Golden Globe 1967
- Nomination dans la catégorie meilleur second rôle pour John Saxon

Western Heritage Award 1967
- Wrangler en bronze pour Sidney J. Furie, Robert MacLeod, Marlon Brando, Anjanette Comer et John Saxon